# Vadim Chernobrov
Vadim Alexandrovich Chernobrov (tiếng Nga: Вади́м Алекса́ндрович Чернобро́в (sinh năm 1965, Volgograd – mất ngày 18 tháng 5 năm 2017, Moskva) là một người sáng lập và lãnh đạo của tổ chức Kosmopoisk. Ông là một người đam mê ngành UFO học và hiện tượng siêu linh, cũng như một thợ săn thiên thạch. Ông đã thực hiện các thí nghiệm liên quan đến việc thay đổi dòng thời gian kể từ năm 1987.